# Alfred Rosenberg
Alfred Ernst Rosenberg (Orosz Birodalom, Reval, 1893. január 12. [régi orosz naptár szerint 1892. december 31.] – Németország, Nürnberg, 1946. október 16.) német politikus, Hitler legfőbb ideológusa.

## Élete
Anyja Elfriede Caroline Siré Szentpéterváron született, felmenői valószínűleg hugenották voltak. Nem sokkal Rosenberg születése után halt meg tuberkulózisban. Apja Waldemar Wilhelm Rosenberg balti német származású volt. Rosenberg az iskoláit Rigában, az egyetemet pedig Moszkvában végezte. Az 1917-es októberi orosz forradalom alatt mint bevándorló érkezett Németországba. Mivel fanatikus nacionalista, zsidó- és bolsevikellenes volt, Dietrich Eckarton keresztül hamar kapcsolatba került Hitlerrel. Ezt követően ő lett az NSDAP fő ideológusa, és „tudományosan” is kidolgozta azokat az elméleteket és tételeket, melyeket Hitler körvonalazott.
Részt vett az 1923-as müncheni sörpuccsban, ugyanebben az évben a nemzetiszocialista napilap, a Völkischer Beobachter főszerkesztője lett, melyet a puccs leverése után betiltottak. Ideológiáját megfogalmazva kiadta a Huszadik század mítosza című könyvet, melyben kifejtette és megfogalmazta a nemzetiszocializmus alapjait és filozófiáját. Ebben dolgozta ki elméletét a zsidó világ-összeesküvésről. Szerinte a zsidók diaszpóraként szétszóródva a világban, de egységes irányítás alatt, tudatosan szerzik meg a gazdasági hatalmat, a kultúra és a sajtó kulcspozícióit, majd ezek birtokában a gazdasági hatalmat politikai hatalommá váltják át.
Rosenberg ezen állításai világszerte nagy visszhangot váltottak ki. Foglalkozott továbbá az északi faj mitológiájával és a szvasztika (horogkereszt) misztikumával. Ő integrálta a nemzetiszocialista filozófiába Nietzschét, Wagnert, a nagy jövendölőt, Paul de Lagarde-ot és mint prófétákat Arthur de Gobineaut és Houston Stewart Chamberlaint. Hitler különböző pártállásokba juttatta, volt képviselő és a „keleti térség biztosa”-ként a nemzetiszocialisták által „fajilag alacsonyabb rendű”-nek tekintett emberek – szlávok, illetve zsidók – kitelepítését irányította.
Mint háborús bűnöst a Nürnbergi Katonai Törvényszék halálra ítélte, és 1946. október 16-án felakasztották.

## Műve magyarul
- Zsidókérdés – világprobléma; ford., előszó Fiala Ferenc; Centrum, Bp., 1942